# Pavel Baudiš
Pavel Baudiš (* 15. května 1960 Praha) je spoluzakladatel a spoluvlastník antivirové a softwarové firmy Avast (dnes součástí firmy Gen Digital). Podle časopisu Forbes je 7. nejbohatším Čechem, s majetkem přes 56 miliard korun.
Vystudoval obor Informačních technologií na pražské Vysoké škole chemicko-technologické. Poté pracoval jako specialista na grafiku ve Výzkumném ústavu matematických strojů.
První antivirový program napsal Baudiš již roku 1988, tedy dva roky poté, co vznikl první počítačový vir na světě. Podnikat začal se svým přítelem Eduardem Kučerou ještě na sklonku komunistického režimu, roku 1989, kdy založili družstvo Alwil. Na začátku 90. let firmu transformovali pro kapitalistický trh a časem ji přejmenovali na Avast Software, podle svého nejslavnějšího produktu, antiviru avast!. Začali však čelit konkurenci, zejména firmy Symantec, která přišla s agresivní cenovou politikou, aby ovládla trh. Avast se proto rozhodl k radikální obraně: začal nabízet svůj produkt běžným uživatelům zdarma. Díky tomu se Avast stal nakonec největší antivirovou firmou na světě. V roce 2022 došlo k fúzi Avastu s americkou firmou NortonLifeLock a vzniku společnosti Gen Digital, ve které je Pavel Baudiš členem představenstva.

## Kontroverze
Pavel Baudis společně s Eduardem Kučerou investovali do společnosti PFNonwovens, kterou postupně ovládli pomocí nedobrovolného vytěsnění drobných akcionářů. Vytěsnění předcházelo několikaleté období, ve kterém společnost pozastavila výplatu dividend, což vedlo k umělému snížení ceny na burze. V posledním roce zohledněném pro určení ceny rovněz vykázala prudký pokles zisku, po dokončení vytěsnění ten naopak rychle narostl. Vytěsnění drobní akcionáři se tímto procesem cítí poškozeni a soudí se o doplatek rozdílu mezi vytěsňovací cenou a tou, kterou sami považují za odpovídající.